# Émile Combes
Émile Combes (Roquecourbe, 6 giugno 1835 – Pons, 25 maggio 1921) è stato un politico francese.

## Biografia
È stato primo ministro della Francia dal 7 giugno 1902 al 24 gennaio 1905. Combes, che prima di dedicarsi alla medicina aveva studiato teologia in seminario e insegnato filosofia nelle scuole cattoliche dopo avere pubblicato alcuni saggi sulla filosofia di Sant'Agostino; è considerato, con Aristide Briand, il padre della legge che in Francia ha sancito, il 9 dicembre 1905, la definitiva separazione tra Stato e Chiesa e il carattere laico dello Stato francese nonché l'abrogazione del vecchio concordato stipulato da Napoleone e Pio VII il 15 luglio 1801.
Bisogna precisare che la legge di separazione non fu emanata dal governo Combes bensì dal governo di Maurice Rouvier. Fu opera del governo Combes, invece, la rottura delle relazioni diplomatiche con la Santa Sede del 30 luglio 1904. Una curiosità: la legge di separazione si applica in tutta la Francia eccetto i distretti dell'Alsazia e della Lorena nei quali è ancora vigente il concordato del 1801.
È stato presidente del Partito Repubblicano, Radicale e Radical-Socialista dal 1905 al 1906 e dal 1910 al 1913 e presidente del gruppo parlamentare della Sinistra Democratica in tre periodi diversi: 1892-1893, 1905-1907, 1911-1920. Massone, è stato membro del Grande Oriente di Francia.